# Five Islands (Illinois)
Die Five Islands sind fünf kleine Inseln im Fox River in Illinois. Sie befinden sich in einer Flussschleife, etwa sechs Kilometer flussabwärts der Stadt Eglin im Norden der St. Charles Township im Kane County. Die fünf Inselchen sind bewaldet, unbewohnt und namenlos. Das größte der Eilande ist die mittlere Insel, die etwa 190 mal 80 Meter misst. Die Gesamtfläche der Inseln beträgt 1,6 Hektar (genau 15.881 m²). Sie bilden den Block 3024 im Census Tract 8520.01 im Kane County.